# Witvlekkijkgaatje
Het witvlekkijkgaatje (Monopis weaverella), is een vlinder uit de familie Tineidae, de echte motten. De wetenschappelijke naam van de soort is voor het eerst als Tinea weaverella geldig gepubliceerd door Scott in 1858.
De spanwijdte van de vlinder bedraagt tussen de 13 en 18 millimeter. De rups van het witvlekkijkgaatje is vooral bekend uit vogelnesten, maar leeft ook van ander dierlijk materiaal, zoals uileballen, droge karkassen en uitwerpselen.
De soort komt verspreid voor over Europa. Het kijkgaatje is in Nederland en in België een vrij algemene soort, die vliegt van halverwege april tot en met september.